# Pterostichus ovoideus
Pterostichus ovoideus är en skalbaggsart som först beskrevs av Sturm 1824.  Pterostichus ovoideus ingår i släktet Pterostichus, och familjen jordlöpare. Arten har ej påträffats i Sverige.